# Brian Clark (Autor)
Brian Clark (* 3. Juni 1932 in Bristol; † 16. November 2021) war ein britischer Dramatiker und Drehbuchautor.

## Biografie
Clark wurde als Sohn eines Schmieds geboren. Er wurde an der Central School of Speech and Drama in London und anschließend an der University of Nottingham ausgebildet. Acht Jahre lang wirkte er als Lehrer in Schulen, anschließend war er von 1968 bis 1972 Dozent für Schauspiel an der University of Hull.
Im Jahr 1970 verfasste er das Fernsehspiel Whose Life Is It Anyway?, das er sieben Jahre nach der Fernsehproduktion auch als Bühnenstück adaptierte. Die überarbeitete Version gewann 1978 den Society of West End Theater Award. Wenig später brachte er das Spiel auch in den Vereinigten Staaten heraus, zunächst im Theater der Folger Shakespeare Library in Washington, D.C. Sein Broadway-Debüt kam dann im darauffolgenden Jahr zustande. Das Stück adaptierte er anschließend noch für einen Film, der 1981 veröffentlicht wurde.
Clark hat über 20 Fernseh-Drehbücher einschließlich Easy Go, Operation Magic Carpet, The Saturday Party, The Country Party und Telford Change geschrieben.

## Auszeichnungen und Nominierungen
- 1978 Society of West End Theaters Award für Ist das nicht mein Leben?
- 1979 Selection, The Burns Mantle Theatre Yearbook, The Best Plays of 1978-1979 for Ist das nicht mein Leben?
- 1979 Tony Award nominee, Best Play für Ist das nicht mein Leben?